# Patrick Hernandez
Patrick Hernandez (Le Blanc-Mesnil, 6 april 1949) is een Franse zanger.

## Levensloop
Tijdens de jaren 1960 groeide zijn interesse in de muziek. Hij begon te spelen in verschillende dancings en balzalen.
Toen Hernandez eind jaren 1970 in Aalbeke (België) woonde, schreef hij zijn enige grote disco-hit: Born to be Alive. Wereldwijd bracht de single ongeveer 25 miljoen dollar op en werden er meer dan 20 miljoen exemplaren van verkocht. Het betreffende nummer wordt jaarlijks nog steeds meer dan een miljoen keer gedownload via officiële sites (onder andere iTunes). Het succes was formidabel en in januari 1979 ontving Hernandez zijn eerste gouden plaat van Italië. Het nummer werd verspreid over heel Europa en werd in april 1979 een nummer 1-hit in Frankrijk.
Madonna zou bij de backing danseressen geweest zijn. Hierdoor kon Madonna doorgroeien in de wereld van muziek.
De man die hem destijds lanceerde, was de Belg Jean Vanloo, die zijn manager werd.
In november 2011 werd Born to be alive nog eens van onder het stof gehaald als soundtrack voor de film Het varken van Madonna, van regisseur Frank Van Passel. De muziek en tekst werden gearrangeerd door de West-Vlaamse zanger Flip Kowlier.
Andere hits van Hernandez zijn Back to Boogie en Disco Queen.
Zijn vader is Spaans en zijn moeder is half Oostenrijks en half Italiaans.

## Discografie

### Albums
| Album met eventuele hitnotering(en) in de Nederlandse Album Top 100 | Datum van verschijnen | Datum van binnenkomst | Hoogste positie | Aantal weken | Opmerkingen |
| ------------------------------------------------------------------- | --------------------- | --------------------- | --------------- | ------------ | ----------- |
| Born to be alive                                                    | 1980                  | -                     |                 |              |             |
| Crazy days mystery night's                                          | 1980                  | -                     |                 |              |             |

### Singles
| Single met eventuele hitnotering(en) in de Nederlandse Top 40 | Datum van verschijnen | Datum van binnenkomst | Hoogste positie | Aantal weken | Opmerkingen                                      |
| ------------------------------------------------------------- | --------------------- | --------------------- | --------------- | ------------ | ------------------------------------------------ |
| Born to be alive                                              | 1979                  | 03-03-1979            | 5               | 13           | Nr. 12 in de Single Top 100                      |
| Back to boogie                                                | 1979                  | 30-06-1979            | 25              | 4            | met Hervé Tholance / Nr. 31 in de Single Top 100 |
| Born to be alive (Remix '88)                                  | 1988                  | 02-07-1988            | 21              | 5            | Nr. 20 in de Single Top 100                      |

| Single met hitnotering(en) in de Vlaamse Ultratop 50 | Datum van verschijnen | Datum van binnenkomst | Hoogste positie | Aantal weken | Opmerkingen                                      |
| ---------------------------------------------------- | --------------------- | --------------------- | --------------- | ------------ | ------------------------------------------------ |
| Born to be alive                                     | 1979                  | -                     |                 |              | Nr. 1 in de Radio 2 Top 30                       |
| Back to boogie                                       | 1979                  | -                     |                 |              | met Hervé Tholance / Nr. 28 in de Radio 2 Top 30 |
| Disco queen                                          | 1979                  | -                     |                 |              | Nr. 21 in de Radio 2 Top 30                      |
| Good bye                                             | 1981                  | -                     |                 |              | Nr. 26 in de Radio 2 Top 30                      |

### NPO Radio 2 Top 2000
| Nummer met noteringen in de NPO Radio 2 Top 2000 | '99  | '00  | '01  | '02-'03 | '04  | '05 | '06  | '07-'11 | '12  | '13  | '14  | '15  | '16  | '17  | '18  | '19  | '20  | '21  | '22  | '23  | '24  |
| ------------------------------------------------ | ---- | ---- | ---- | ------- | ---- | --- | ---- | ------- | ---- | ---- | ---- | ---- | ---- | ---- | ---- | ---- | ---- | ---- | ---- | ---- | ---- |
| Born to Be Alive                                 | 1337 | 1547 | 1779 | -       | 1937 | -   | 1672 | -       | 1787 | 1840 | 1596 | 1635 | 1639 | 1626 | 1673 | 1737 | 1797 | 1742 | 1552 | 1574 | 1612 |

1. ↑  Een '-' betekent dat het nummer niet was genoteerd en een vetgedrukt getal geeft de hoogste notering aan.

- Bibsys: 5083717
- Bibliothèque nationale de France: cb13925928m (data)
- Gemeinsame Normdatei: 134404157
- International Standard Name Identifier: 0000 0000 5513 1340
- Library of Congress Control Number: n93044691
- MusicBrainz: 77cc643d-8e35-45e0-ae52-a8cf1e38f87a
- Système universitaire de documentation: 086950398
- Virtual International Authority File: 5120075
- WorldCat: E39PBJhRDffJdM9M4b496vHcT3